# Missak Manouchian
Missak Manouchian, född 1 september 1906, död 21 februari 1944, var en armenisk poet och kommunistisk aktivist, känd för sin roll i den franska motståndsrörelsen. 

## Biografi
Som ung överlevde Manouchian armeniska folkmordet, men miste båda sina föräldrar. Han flyttade till Frankrike från ett barnhem i Libanon 1925. Där var han aktiv i kommunistiska armeniska litterära kretsar. 
Under andra världskriget blev han aktiv i den franska motståndsrörelsen genom FTP-MOI, en grupp bestående av europeiska invandrare, inklusive många judar, som utförde lönnmord och bombningar av nazistiska mål.
Manouchian och många av hans kamrater arresterades i november 1943 och avrättades av nazisterna vid Fort Mont-Valérien den 21 februari 1944. Han ses som en hjälte i den franska motståndsrörelsen och är, tillsammans med sin hustru Mélinée Manouchian, begravd i Panthéon i Paris.